# Elena Oprea
Elena Oprea (Bucarest, 5 de octubre de 1953) es una deportista rumana que compitió en remo.
Ganó cuatro medallas en el Campeonato Mundial de Remo entre los años 1974 y 1979, y dos medallas en el Campeonato Europeo de Remo, en los años 1971 y 1972.

## Palmarés internacional
| Campeonato Mundial | Campeonato Mundial        | Campeonato Mundial | Campeonato Mundial |
| Año                | Lugar                     | Medalla            | Prueba             |
| ------------------ | ------------------------- | ------------------ | ------------------ |
| 1974               | Lucerna (Suiza)           | Medalla de bronce  | Ocho con timonel   |
| 1975               | Nottingham (Reino Unido)  | Medalla de bronce  | Ocho con timonel   |
| 1978               | Cambridge (Nueva Zelanda) | Medalla de bronce  | Cuatro con timonel |
| 1979               | Bled (Yugoslavia)         | Medalla de plata   | Dos sin timonel    |
| Campeonato Europeo |                           |                    |                    |
| Año                | Lugar                     | Medalla            | Prueba             |
| 1971               | Copenhague (Dinamarca)    | Medalla de bronce  | Ocho con timonel   |
| 1972               | Brandeburgo (RDA)         | Medalla de plata   | Ocho con timonel   |